# أحمد بن محمد البرتي
أبو العباس أحمد بن محمد بن عيسى بن الأزهر البرتي البغدادي الحنفي، (بعد 190 هـ - 280 هـ) محدث وفقيه وقاض ولد سنة نيف وتسعين ومائة. تفقه بأبي سليمان الجوزجاني الفقيه، صاحب محمد بن الحسن. وجمع وصنف. وتفقه به أئمة وعلماء، وكان من خيار المسلمين، دينا عفيفا. توفي في ذي الحجة 280 هـ.

## روايته للحديث النبوي
- سمع: أبا نعيم، والقعنبي، وعفان، وعاصم بن علي، وأبا الوليد الطيالسي، ومسلم بن إبراهيم، وأبا سلمة، وسليمان بن حرب، وأبا حذيفة النهدي، وأبا عمر الحوضي، وأبا حذيفة، وأبا غسان مالك بن إسماعيل، ومسدد بن مسرهد، ومحمد بن كثير، ويحيى الحماني، وغيرهم.[1]
- حدث عنه: أبو محمد بن صاعد، وابن مخلد، وإسماعيل الصفار النحوي، وأبو سهل بن زياد، وأبو بكر النجاد، وغيرهم.[1]

## ثناء العلماء عليه
- قال الخطيب البغدادي: ثقة ثبت حجة يذكر بالصلاح والعبادة.
- قال الدارقطني: ثقة.
- قال الذهبي: الحافظ الثقة.
- قال عبد الله بن أحمد بن حنبل: صدوق ما أعلم إلا خيرا.[2]